# Petter Hansson
Carl Johan Petter Hansson, född 14 december 1976 i Söderhamn, är en svensk före detta fotbollsspelare (försvarare), numera fotbollstränare. Han spelade under karriären i Halmstads BK, SC Heerenveen, Stade Rennais FC och AS Monaco FC. Åren 2001–2009 deltog han i 43 landskamper.

## Karriär

### Klubblag
Petter Hansson inledde karriären i Stugsunds IK och sedan gick han över till Söderhamns FF i de tidiga tonåren. Från Söderhamn värvades han av Halmstads BK 1998. Han gjorde allsvensk debut 4 oktober samma år mot AIK. Hansson spelade i HBK som defensiv mittfältare och mittback och blev så småningom även lagkapten. Han var med och tog klubbens fjärde SM-guld 2000. 
Sommaren 2002 flyttade Hansson vidare till SC Heerenveen i holländska ligan. Under sin tid i klubben röstades han flera gånger fram som lagets bästa spelare av supportrarna. Heerenveen ville förlänga kontraktet men efter fem år i klubben ville Hansson gå vidare. 
I maj 2007 skrev han på ett treårskontrakt för det franska laget Stade Rennais och blev klubbkamrat med Erik Edman.
Sommaren 2010 anslöt Hansson till AS Monaco, som vid säsongens slut hamnade på nedflyttningsplats och fick därmed lämna Ligue 1 efter 35 år. Efter AS Monacos degradering avslutade Hansson karriären i Ligue 2.Den 30 maj 2012 meddelade Hansson officiellt, via sin agent Fabrice Picot, att han avslutade sin proffskarriär.
Den 7 juli 2012 avslöjade dock Hansson att han fortsatte med fotbollen – i Uppsalaklubben Sunnersta AIF.

### Landslag
Hansson debuterade i Sveriges landslag i en träningslandskamp mot Finland den 1 februari 2001. Efter debuten dröjde det till 2004 innan han gjorde nästa landskamp. Han var med i truppen till EM 2004 men fick ingen speltid. I VM 2006 fick han göra ett inhopp i förlustmatchen mot Tyskland i åttondelsfinalen, efter att Sverige fått en spelare utvisad. Detta inledde en period med Hansson som ordinarie i det svenska mittförsvaret tillsammans med Olof Mellberg. Hansson gjorde sitt första landslagsmål mot Danmark i kvalet till EM 2008. Efter att matchen avbrutits (se supporterattacken på Parken 2007) tilldömdes Sverige segern med 3-0, men Svenska Fotbollförbundet beslutade att ändå räkna Hanssons mål i sin officiella statistik. Hansson spelade alla Sveriges matcher i EM 2008, och gjorde det andra målet på en studsande boll, i den inledande gruppspelsmatchen mot Grekland. Efter att ha startat i de tre inledande matcherna av kvalet till VM 2010 blev Hanssons sista 43:e landskamp ett inhopp i en vänskapsmatch mot Finland 12 augusti 2009.

## Tränarkarriär
I januari 2013 blev Hansson klar som ungdomstränare i IK Sirius. I april 2017 blev det klart att Hansson tog över som akademichef i klubben.
Från säsongen 2022 är Petter Hansson assisterande tränare i IK Sirius på heltid.

## Meriter
- SM-guld: 2000 (med Halmstads BK)
- Svensk landslagsman: med i truppen till EM 2004, VM 2006 och EM 2008.
- Årets back: Fotbollsgalan 2006 och 2007

## Säsongsfacit
(Seriematcher / mål)
- 2001: 22 / 4
- 2002: 10 / 2 (endast till sommaren 2002)
- 2002/03: 34 / 3
- 2003/04: 33 / 2
- 2004/05: 33 / 3
- 2005/06: 33 / 2
- 2006/07: 29 / 4 (per den 1 maj 2007)
- 2007/08: 35 / 2
- 2008/09: 33 / 1 (källa)
- 2009/10: 34 / 1
- 2010/11: 30 / 0
- 2011/12: 19 / 0